# Sakuho
Sakuho (佐久穂町 Sakuho-machi?) es un pueblo en la prefectura de Nagano, Japón, localizado en la parte central de la isla de Honshū, en la región de Chūbu. El 1 de marzo de 2021 tenía una población estimada de 10 042 habitantes y una densidad de población de 53 personas por km².

## Geografía
Sakuho se encuentra en la parte este de la prefectura de Nagano, situado en la cuenca del Saku, entre los picos altos del monte Arafune y el monte Tateshina. El río Shinano fluye a través, y las partes montañosas del pueblo se encuentran en el parque cuasi nacional Yatsugatake Kogen-Chushin y parque cuasi nacional Myogi-Arafune-Saku Kogen.

## Historia
El área del actual Sakuho era parte de la antigua provincia de Shinano. Las villas de Kaisei y Sakai se crearon el 1 de abril de 1988, fusionándose para formar el pueblo de Sakuho el 1 de febrero de 1955. El actual Sakuho fue creado por la fusión de Saku y la aldea de Yachiho el 20 de marzo de 2005.

## Demografía
Según los datos del censo japonés, la población de Sakuho se ha mantenido relativamente estable en los últimos 50 años.
| Gráfica de evolución demográfica de Sakuho entre 1960 y 2015 |
|                                                              |
| Oficina de Estadísticas de Japón                             |